# Torre di Nonza
La torre di Nonza (in francese Tour de Nonza; in corso Torra di Nonza), detta anche torre Paolina, è una torre d'avvistamento sita sul versante mediterraneo di Capo Corso presso Nonza.
La struttura è di proprietà della Collettività della Corsica ed è tutelata come monumento storico dal 1926.

## Storia
Un primo castello fu realizzato nel XII secolo dalla famiglia genovese degli Avogari de Gentile (detti anche Avvocati, Avogadri o Avogadori).
La torre fu invece realizzata (o più probabilmente ricostruita) nel 1757 su ordine di Pasquale Paoli, generale della Nazione Corsa, ragione per cui la torre è chiamata anche torre Paolina.
Dopo la firma del trattato di Versailles del 1768, col quale la Repubblica di Genova cedette la Corsica alla Francia, le truppe francesi sbarcarono sull'isola intraprendendo una guerra contro il fronte indipendentista paolino. Una parte della campagna, alla guida di Thomas Auguste Le Roy de Grandmaison, si concentrò sulla conquista di Capo Corso e del Nebbio e dopo la conquista di Patrimonio, Barbaggio e Farinole, fu la volta di Nonza; in questo contesto la torre fu protagonista di un particolare episodio della resistenza corsa: il capitano Giacomo Casella, anziano e mutilato di guerra (gli mancava una gamba ed era diventato sordo) al comando della scarna guarnigione posta a difesa della torre, fu abbandonato dai suoi uomini in vista dell'avanzata francese poiché non era intenzionato ad arrendersi nonostante l'ampia disparità numerica. Casella dunque sviluppò un ingegnoso sistema per far fuoco quasi contemporaneamente con tutte le armi disponibili dalla torre; lo stratagemma fu efficace al punto che il comandante francese, temendo di non poter conquistare facilmente il caposaldo, inviò un ufficiale per trattare la resa. Casella, sfinito e a corto di munizioni, accettò la resa a patto di essere scortato agli accampamenti paolini di Murato. L'episodio fu raccontato anche nel romanzo La torre di Nonza dello scrittore italiano Francesco Domenico Guerrazzi.

## Descrizione
Si tratta di una torre d'avvistamento fortificata a pianta quadrangolare realizzata in pietra grezza a vista, scisti e serpentino verde. È dotata di un ingresso sopraelevato e la sommità presenta un parapetto con ampie merlature piatte, fori di caduta e due guardiole agli angoli opposti in diagonale.
La torre è sita a circa 160 metri sul livello del mare, sulla sommità del centro abitato di Nonza sul versante mediterraneo di Capo Corso e osserva il golfo di San Fiorenzo.